# 八総鉱山
八総鉱山（やそうこうざん）は、かつて福島県南会津郡の田島町および舘岩村（現南会津町）に所在した鉱山である。

## 概要
江戸時代末期にすでに採掘の記録があり、1876年（明治9年）の文部省による国内鉱物資源調査報告書「各府県金石試験記」にも記載されている。銅・鉛・亜鉛・硫化鉄を産出した。

## 操業史
明治にはいってから地元住民が採掘を始めるが採算がとれず、古河財閥創始者の古河市兵衛が鉱業権を取得した。古河は前後して入手した足尾銅山で大成功をおさめたことから、八総鉱山の開発に本格的に着手することはなかった。
1906年（明治39年）に池上仲三郎が鉱業権を譲り受け、鉱山開発を行い、1919年（大正8年）の休山まで採掘、製錬を行った。1928年（昭和3年）久原鉱業に採掘権が移り、1933年（昭和8年）日本鉱業が所有し、日満鉱業の経営を経て、1946年（昭和21年）に休山した。
本格的な操業は終戦後で、住友金属鉱山が1949年（昭和24年）に買収して翌年に開発に着手、旧舘岩村側の旧八総鉱山と旧田島町側の旧滝ノ原鉱山を通洞坑で結び、旧田島町側に選鉱場を設けた。以後主として銅山として経営され、ほかに鉛、亜鉛、硫化鉄を産出した。
最盛期は1956年（昭和31年）から1961年（昭和36年）までで、この期間の年間平均生産粗鉱量は約16万トンに達した。この時期の従業員は500名以上であり、家族を含めると約2,300名が居住し、田島町立八総鉱山小学校が設置されるほどに栄えた。1970年（昭和45年）7月に終掘し、9月に閉山した。その翌年、小学校も廃校となった。

## 現在
その後、同社が休廃止鉱山坑排水管理事業として、中和場を設け、排水の水質管理を続け、現在は、金属鉱業等鉱害対策特別措置法に基づいて指定鉱害防止事業機関が鉱害防止業務を実施している。現在、現地には、選鉱場跡地に稼動中の中和処理場があり、通洞坑跡、鉱滓沈殿池跡、選鉱機械の基礎コンクリート跡等が残る。コンクリート擁壁で整備された採鉱用の道路は、荒海山への登山道に利用され、小学校跡地はオートキャンプ場になっている。　

## 周辺 名所・旧跡・観光スポット
- 細井家資料館